# Phyllophaga parcesetifera
Phyllophaga parcesetifera är en skalbaggsart som beskrevs av Chapin 1935. Phyllophaga parcesetifera ingår i släktet Phyllophaga och familjen Melolonthidae. Inga underarter finns listade i Catalogue of Life.